# San Giorgio Scarampi
San Giorgio Scarampi – miejscowość i gmina we Włoszech, w regionie Piemont, w prowincji Asti.
Według danych na styczeń 2009 gminę zamieszkiwały 122 osoby przy gęstości zaludnienia 20,3 os./1 km².